# Predicator (religie)

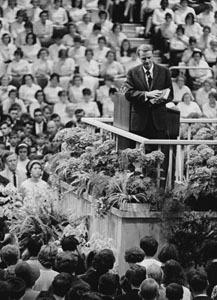
Predicatorul american Billy Graham în 1966.

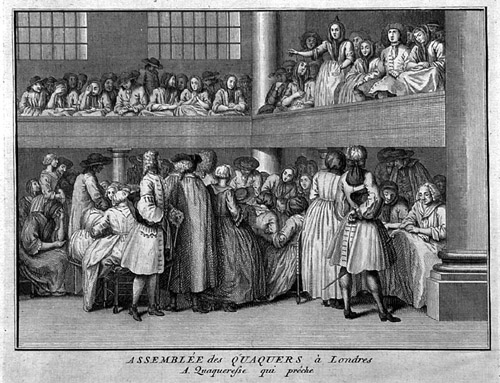
Un predicator quaker și congregația sa.

Termenul predicator este un termen care se aplică cuivă care ține predici și omilii (cazanii), în general cu conținut teologic. De asemenea, despre predicare se înțelege că ea nu se limitează doar la un punct de vedere religios, ci, în linii mari, se extinde la viziuni morale și sociale asupra lumii.
Predicatorii reprezintă ceva comun, ceva obișnuit, în majoritatea culturilor. Îi putem întâlni fie sub forma unui pastor (ministru) creștin într-o duminică dimineața, fie a unui imam islamic într-o vineri după-amiază.

## În creștinism
„Obiectivul predicării creștine este, prin intermediul Evangheliilor, acela de a comunica mesajul cuvântului lui Dumnezeu în fața nevoii de mântuire. (vezi Epistola către Romani 4:25). În cartea Faptele apostolilor, Sfântul Pavel face diverse călătorii pentru a predica „mesajul lui Dumnezeu”.”

«Ajunși la Salamina, au vestit Cuvântul lui Dumnezeu în sinagogile iudeilor”». (13:05)

Ținerea de predici este deosebit de importantă în protestantism, în special printre acele confesiuni care practică evanghelizarea în masă. În cadrul tradițiilor de cult figurează adesea predicatori laici, printre care se găsesc și predicatori metodiști locali.
Între catolici, Ordinul Dominican este cunoscut oficial ca „Ordinul Predicatorilor” (în latină, Ordo Praedicatorum). Dominicanii erau pregătiți să predice public în limbi vernaculare (autohtone), iar ordinul, la începuturile sale, a fost creat de Sfântul Dominic pentru a predica catarilor din sudul Franței la începutul secolului al XIII-lea. În acest fel, dominicanii au luat ca pe o axă a acțiunii lor, studiul și predicarea, unite cu acea sărăcie de la nivelul cerșetorului.
În multe biserici din Statele Unite, titlul de „predicator” („preacher") este sinonim cu cel de „pastor” sau de „ministru (slujitor)”, iar slujitorul (ministrul) bisericii este adesea cunoscut pur și simplu drept „predicatorul nostru” sau după numele său „predicatorul Smith” („Preacher Smith)".

## Câțiva importanți predicatori

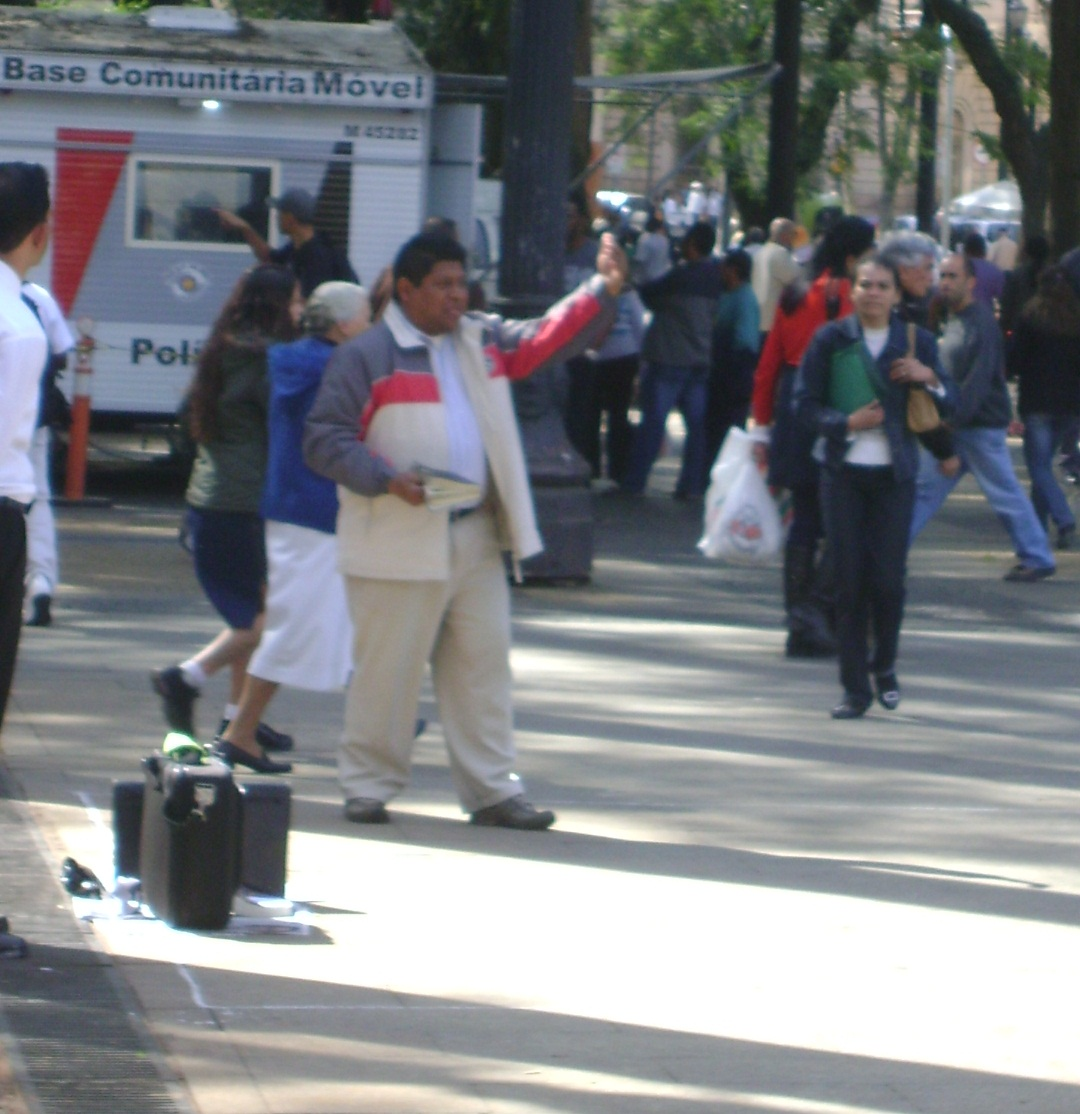
Predicator în São Paulo, Brazilia.

- Francisc de Assisi
- Domingo de Guzmán
- Bernard de Clairvaux
- Ioan Gură de Aur
- Alfonso de la Espina
- Martin Luther
- Girolamo Savonarola
- John Wesley

## Linkuri externe
- Predicador Cristiano